# Harvard-Preisausschreiben von 1939
Das Harvard-Preisausschreiben von 1939 war ein wissenschaftliches Preisausschreiben, das von drei Forschern der amerikanischen Harvard University als eine Studie über die Konsequenzen der Machtergreifung der Nazis in Deutschland angelegt war. Über Flugblätter sowie weltweiten Anzeigen in Tages- und Exilpresse wurden deutsche und österreichische Emigranten aufgerufen, ihre Lebensumstände vor und nach dem 30. Januar 1933 zu schildern. Ausgesetzt war ein teilbares Preisgeld von 1000 $, über 260 Manuskripte wurden zum Abgabeschluss am 1. April 1940 eingereicht. Der Berufswechsel und frühe Tod des Hauptinitiators, des Soziologen Edward Hartshorne, verhinderten die geplante Veröffentlichung, die Manuskripte wurden archiviert und dann vergessen. Erst seit den 1990er Jahren beschäftigen sich Wissenschaftler wieder mit der Analyse der in der Houghton Library der Harvard University konservierten Biografien.

## Die Vorläuferstudie von Theodore Abel, 1934
Die Methode, durch literarische Preisausschreiben autobiografische Beiträge zu sammeln, hatte ein Vorbild: 1934 hatte ein Soziologe der Columbia-Universität in New York, Theodore Abel, ein ähnliches Preisausschreiben initiiert. Während eines Forschungsaufenthaltes in Deutschland schrieb Abel in Zusammenarbeit mit der NSDAP einen Wettbewerb aus, um Selbstauskünfte von Nationalsozialisten zu erhalten, die vor schon 1933 in die Partei eingetreten waren. Ziel war es, persönliche Berichte über Eintrittsmotive und Lebensläufe der frühen Anhänger gesammelt und erforscht werden. Abels Aufruf stieß bei den stolzen „Alten Kämpfern“ auf große Resonanz: Er erhielt über 600 Einsendungen, die er 1938 in Buchform mit dem Titel: "Warum Hitler an die Macht kam" veröffentlichte. Doch gab es auch Vorwürfe: die unreflektierte Wiedergabe des NS-Vokabulars in den Texten grenze an Verharmlosung, so ließ es Edward Hartshorne in einer Rezession des Buches anklingen. 1939 initiierte Hartshorne mit zwei weiteren Forschern einen Wettbewerb zu einer neuen Studie. In bewusster Abgrenzung zur Abel-Studie sollten nun die Perspektiven derer dokumentiert werden, die aufgrund der politischen Verhältnisse ins Exil gegangen waren.

Forscher der zwei Studien der Harvard Universität
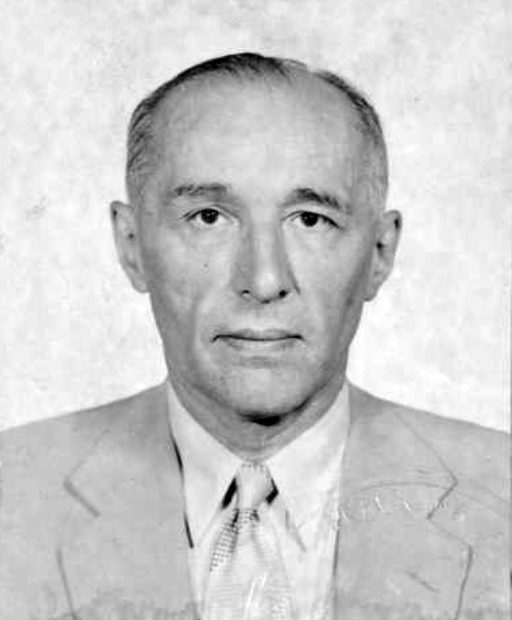
Theodore Abel (1896–1988)
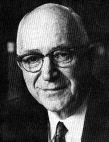
Gordon Allport (1997-1967)
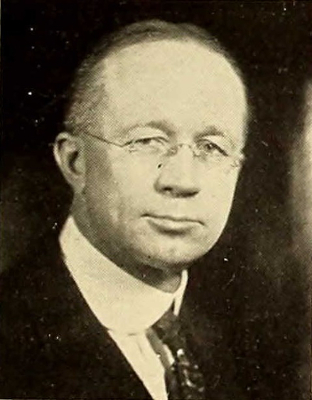
Sidney Bradshaw Fay (1876–1967)

## Die Studie als Wettbewerb
Zur Forschergruppe der Harvard University gehörte neben dem Soziologen Edward Hartshorne der Sozialpsychologe Gordon Allport sowie der Historiker Sidney Fay. Die Vorgaben der Wissenschaftler waren präzise: Persönlichen Erinnerungen sollten "möglichst einfach, unmittelbar, vollständig und anschaulich" niedergeschrieben werden, könnten "beliebig lang" sein, sollten aber "ein Minimum von "20.000 Worten betragen". Teilnahmeberechtigt war jeder, der aus eigener Erfahrung schildern konnte, wie sich der Alltag unter der nationalsozialistischen Herrschaft verändert hatte.  Durch eine Zusammenarbeit mit der Zeitschrift The Atlantic Monthly waren die Initiatoren in der Lage, ein Preisgeld in der Höhe von 1000 US-Dollar bereitzustellen. Es war vorgesehen, ausgewählte Beitrage später in der Zeitschrift zu veröffentlichen.

### Einsendung und Inhalt der Manuskripte
Bis zum Einsendeschluss am 1. April 1940 trafen 263 Manuskripte ein, Geschrieben von jüdischen Emigranten, die inzwischen in den USA lebten, in Palästina, England, Frankreich, in der jüdischen Diaspora in Shanghai, in Südamerika und Australien. Meistens isoliert oder finanziell in prekären Situationen. Andere schrieben unter einem Pseudonym, die Möglichkeit war eingeräumt, und verschlüsselten Namen und frühere Wohnorte aus Sorge um in Deutschland zurückgebliebene Angehörige. So wurde aus der Heimatstadt Kiel des in die Schweiz geflüchteten Autors Eric Munk „eine Hafenstadt in Norddeutschland“. Er selbst benutzte den Decknahmen „Peter“, während sein Bruder Hans-Ulrich im Text als „Marius“ erschien. Gemein war den Autoren der Zeitdruck, acht Monate für das Verfassen des Manuskripts,  weniger Zeit, wenn sie erst später von der Ausschreibung erfahren hatten.
Die jüdischen Teilnehmer und Teilnehmerinnen, meist mit Schreibkompetenz und höherer Schulbildung, waren in Deutschland Geisteswissenschaftler, Ärzte und Ärztinnen, Angestellte, Rechtsanwälte gewesen. Was sie verband waren Erinnerungen an die grausame Brutalität, die Brandstiftungen, Zerstörungen und Plünderungen der Pogromnacht: "Nichts von dem, was an Leiden, an Entbehrung, an Demütigungen und an Schrecklichem dieser Zeit vorherging, ist mit dieser einen Nacht zu vergleichen" formuliert der aus Köln emigrierte Hugo Moses in seinem Rückblick. Erinnert wird an "Tage der Erstarrung – Nächte des Grauens" im Konzentrationslager, die folgende Haft im Untersuchungsgefängnis empfand Hilde Schottlaender im Vergleich als fast human. Die Berliner Ärztin Hertha Nathorff beschloss in ihrem Tagebuch, Ende November 1938: "Nie mehr zurück in dieses Land, wenn wir es erst lebend verlassen haben". Doch vor dem Verlassen gab es die Schwierigkeiten der Ausreise mit fast unüberwindbaren, bürokratischen und kostspieligen Hürden. Zurück lassen mussten sie die, deren „Pässe von der Regierung entzogen“ und damit jede Möglichkeit zur Ausreise genommen wurde, meistens eine Garantie für den Tod.

### Preisvergabe
Die eingereichten Preisschriften wurden von den Juroren unter Einbeziehung ihrer wissenschaftlichen Methoden bewertet. Entschieden wurde eine Aufteilung  zwischen dem sozialdemokratischen Journalisten Carl Paeschke, der die erste Preisprämie von 500 $ mit der geborenen Österreicherin Gertrud Wickerhauser Lederer teilte. Weitere Prämien wurden ebenso gespaltet, so dass die fünften Plätze jeweils 20 $ erhielten. Nichtberücksichtigte Teilnehmer mussten sich mit dem Verzicht auf die schwer erhoffte finanzielle Unterstützung abfinden.

### Verzögerte Publikation und ihr Ausbleiben
Geplant hatte Hartshorne, aus den Aufsätzen ein Buch mit dem Titel "Nazi Madness: November 1938" zu machen. Seine Veröffentlichung sollte die amerikanische Bevölkerung wachrütteln, die Bedrohung durch den Nationalsozialismus ernst zu nehmen. Das Buchprojekt wurde verschoben, als Hartshorne im September 1941 einen Posten beim US-Nachrichtengeheimndienst antrat, der ihm eigene Publikationen verbot. Bei Kriegsende zog er als Verantwortentlicher für die Wiedereröffnung deutscher Universitäten der amerikanischen Besatzungszone nach Marburg, später wurde er zum Entnazifizierungsoffizier für Bayern ernannt. Am 28. August 1946 wurde Hartshorne durch einen Kopfschuss aus einem vorbeifahrenden Jeep der US-Armee in der Nähe von Nürnberg getötet. Da der mutmaßliche Täter kurze Zeit später von US-Truppen erschossen wurde, soll, einer Legende nach, das Motiv für Hartshornes Tod sein eigenes Engagement bei der Entnazifizierung in Deutschland gewesen sein. Das Counter Intelligence Corps, die Spionageabwehr des US-Heeres, hatte 1946 begonnen, hochrangige Nationalsozialisten aus Osteuropa nach Südamerika zu schleusen, um sich so ihre Spionagekenntnisse über die Sowjetunion zu sichern. Hartshorne hätte aus Empörung darüber Informationen an die Ostmächte weitergegeben und wäre so angeblich zum Feind des Geheimdienstes geworden.

### Archivierung und neue Aufarbeitung

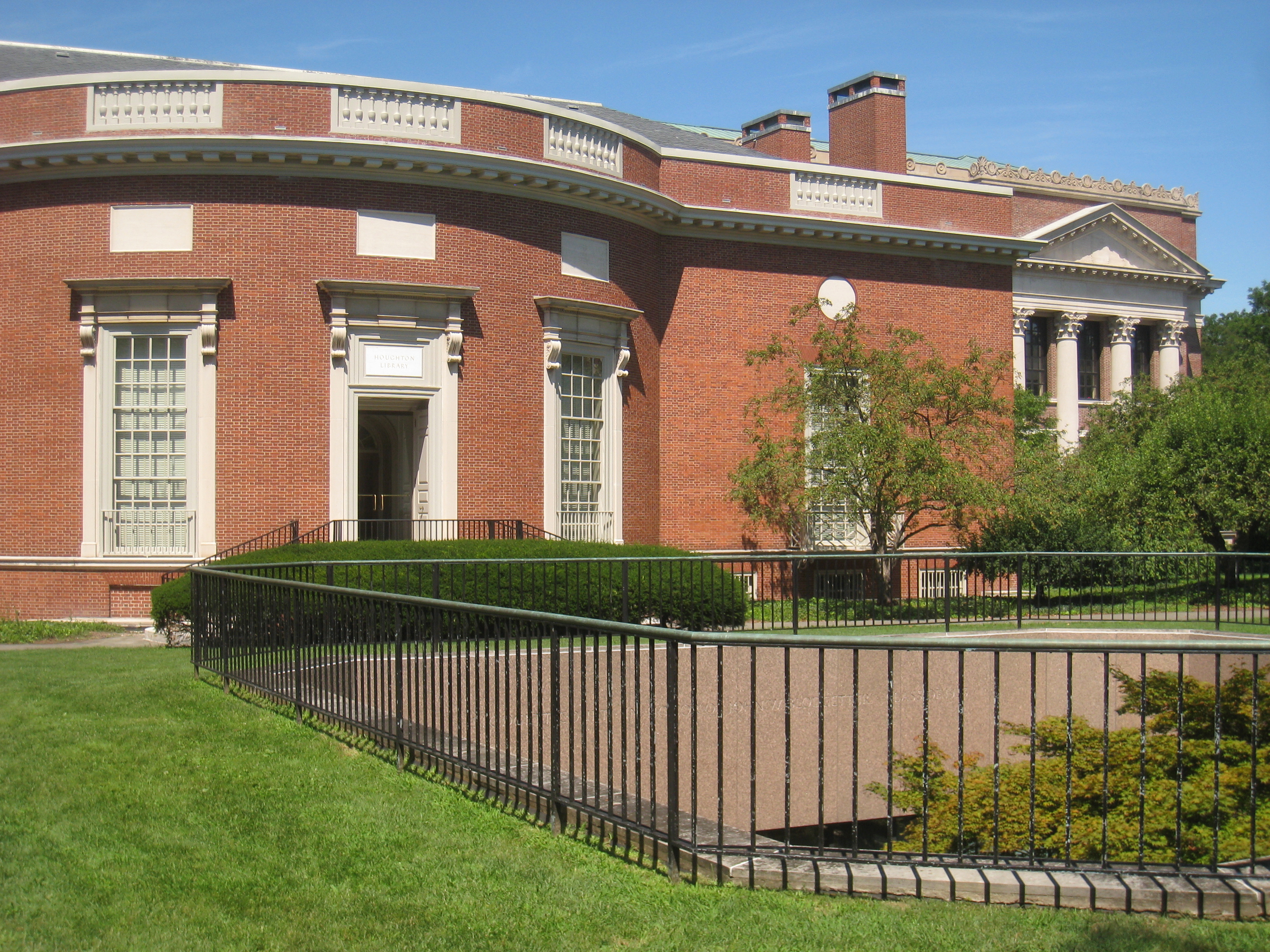
Die Houghton Library der Harvard University, Archiv der Manuskripte.

Die Manuskripte wurden archiviert und über mehrere Jahre ignoriert. Unveröffentlicht blieb die geplante Studie, die den Kandidaten als „eine Untersuchung der (...) seelischen Wirkungen des Nationalsozialismus auf die deutsche Gesellschaft“ angepriesen wurde. Darauf hatte die in Berlin geborene Ida Fanny Lohr in ihrem Aufsatz gehofft:  Wenn sie es schaffen würde, „dem Leser ein (...) Bild jener Weltseuche zu verschaffen, die sich Nationalsozialismus nennt, so ist damit ein Hauptzweck erfüllt, der Kulturwelt zu zeigen, auf welche niedere Stufe die deutsche Zivilisation gesunken ist“.
Erst Jahrzehnte später bemühten sich Historiker wie der Sozialwissenschaftler Detlef Garz wieder um diesen Ansatz der analytische Aufarbeitung. Zum Aufbewahrungsort der Manuskripte wurde die Houghton Library der Harvard University gewählt.

#### Pädagogische Annäherung im Hochschulkontext
Im Sommersemester 2023/24 führte die Universität Koblenz ein Projektseminar zum Preisausschreiben durch. Ziel war, ausgewählte Fluchtberichte zu analysieren deren Bedeutung für aktuelle Bildungsbiografien zu reflektieren. Das Projekt wurde in Kooperation mit der Deutschen Nationalbibliothek durchgeführt und mündete in einer digitalen Ausstellung.

## Film
- Mein Leben in Deutschland vor und nach 1933, Dokumentarfilm Sigrid Faltin (2002)[31]
- Ma vie dans l'Allemagne d'Hitler, Dokumentarfilm, Jérôme Prieu. ARTE editions (2017)